# ستاره یوخه
ستاره یوخه (به لهستانی:  Stare Juchy) یک روستا در لهستان است که در گمینا ستاره یوخه واقع شده‌است. ستاره یوخه ۱٬۸۰۰ نفر جمعیت دارد.